# Roodteugelschoffelsnavel
De roodteugelschoffelsnavel (Poecilotriccus latirostris) is een zangvogel uit de familie Tyrannidae (tirannen).

## Verspreiding en leefgebied
Deze soort komt voor in het Amazonegebied en telt zeven ondersoorten:
- P. l. mituensis: zuidoostelijk Colombia.
- P. l. caniceps: zuidelijk Colombia, oostelijk Ecuador en oostelijk Peru.
- P. l. latirostris: amazonisch centraal Brazilië.
- P. l. mixtus: zuidelijk Peru en Bolivia.
- P. l. ochropterus: zuidelijk Brazilië.
- P. l. austroriparius: amazonisch oostelijk Brazilië.
- P. l. senectus: amazonisch noordelijk Brazilië.

## Status
De grootte van de populatie is niet gekwantificeerd maar de soort wordt omschreven als algemeen. Op de Rode lijst van de IUCN heeft deze soort de status niet bedreigd.